# Långsälnan
Långsälnan är en sjö i Falu kommun i Dalarna och ingår i Dalälvens huvudavrinningsområde. Sjön är 14 meter djup, har en yta på 0,652 kvadratkilometer och befinner sig 164,1 meter över havet.

## Delavrinningsområde
Långsälnan ingår i det delavrinningsområde (673702-151375) som SMHI kallar för Utloppet av Långsälnan. Medelhöjden är 218 meter över havet och ytan är 13,65 kvadratkilometer. Räknas de 6 avrinningsområdena uppströms in blir den ackumulerade arean 67,35 kvadratkilometer. Vattendraget som avvattnar avrinningsområdet har biflödesordning 3, vilket innebär att vattnet flödar genom totalt 3 vattendrag innan det når havet efter 249 kilometer. Avrinningsområdet består mestadels av skog (86 procent). Avrinningsområdet har 0,64 kvadratkilometer vattenytor vilket ger det en sjöprocent på 4,7 procent.